# Artilleur (Auguste Arnaud)
L'Artilleur est une statue d'Auguste Arnaud. Réalisée en 1856 pour l'ancien pont de l'Alma, à Paris, la statue se trouve, depuis la reconstruction de ce dernier, à La Fère.

## Description
La statue est installée à La Fère, dans le département de l'Aisne, près de la caserne du quartier Drouot.
L'œuvre représente un artilleur de l'armée française au XIXe siècle.

## Histoire
La statue est commandée au sculpteur français Auguste Arnaud lors de la construction du premier pont de l'Alma, à Paris, entre 1854 et 1856. Les deux piles sont décorées, côtés amont et aval, par une statue représentant quatre régiments de la guerre de Crimée : un zouave, un grenadier, un artilleur et un chasseur à pied. Le Zouave et le Grenadier sont exécutés par Georges Diebolt, l'Artilleur et le Chasseur à pied par Arnaud.
Entre 1970 et 1974, à cause de son étroitesse et d'un tassement, le pont est totalement remplacé. Le nouveau pont de l'Alma ne comportant qu'une seule pile, seul le Zouave est conservé à son emplacement. Les trois autres statues sont déplacées : le Chasseur à pied dans le bois de Vincennes, le Grenadier à Dijon et l'Artilleur à La Fère. Le choix de La Fère s'explique par la présence, jusqu'en 1993, du 41e régiment d'artillerie de marine.